# Peugeot 304
 (mai 2023).
La Peugeot 304 est une voiture moyenne de catégorie 7 CV, elle est produite par le constructeur automobile Peugeot de 1969 à 1980.
La 304 est une variante allongée et modernisée de la 204 lancée en 1969, en même temps que la Renault 12, sa principale concurrente française. La face avant, équipée de phares « trapézoïdaux », est inspirée par celle de la 504 sortie un an plus tôt, en 1968. À l'arrière, uniquement pour les berlines, le porte-à-faux est plus long avec des feux arrière (AR) différents. Cependant, pour les versions break, la longueur est identique, ainsi que tout le bloc AR (feux identiques).

## Caractéristiques de base

### Carrosserie

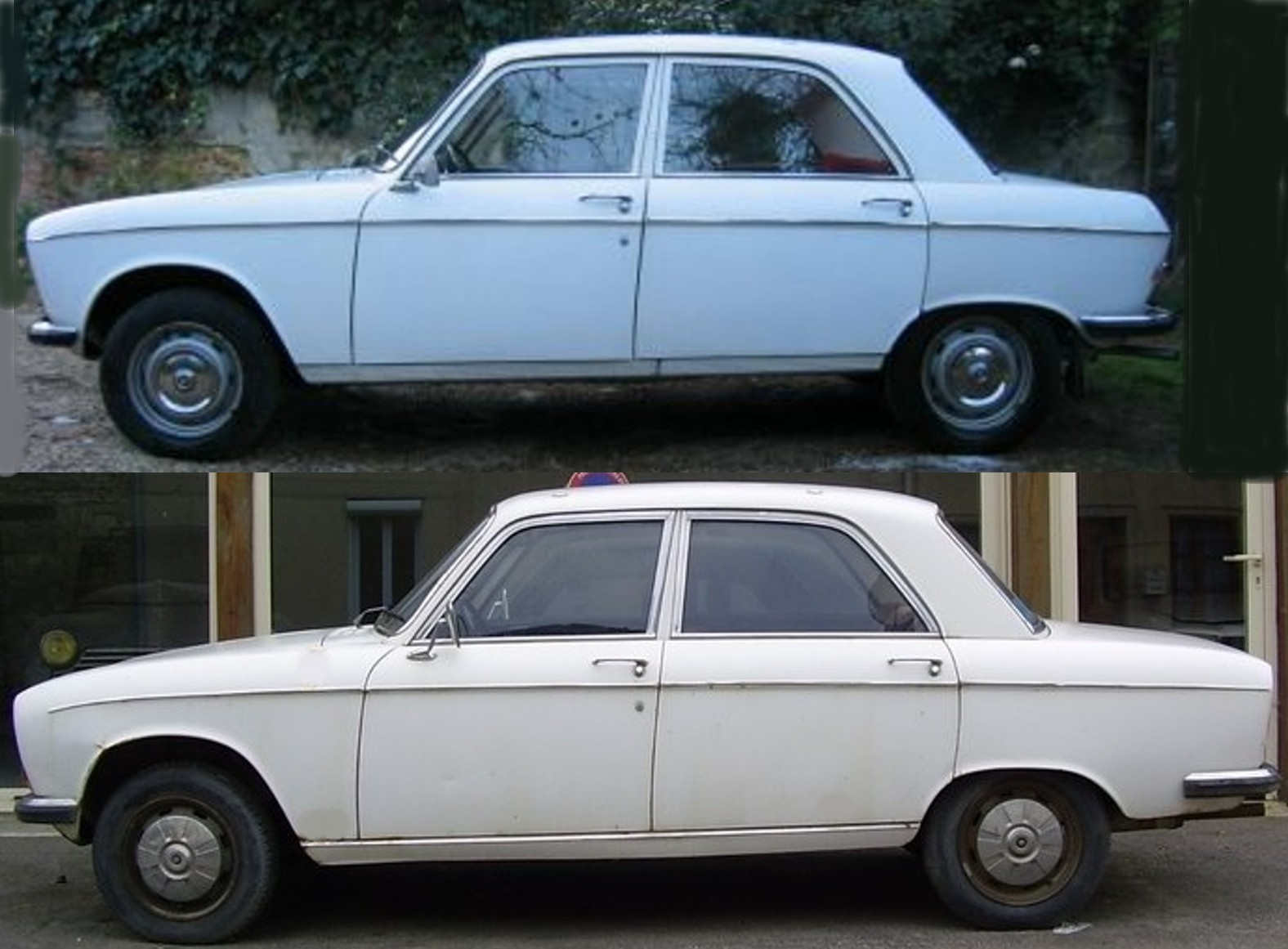
Comparaison entre les Peugeot 204 et 304.

Il s'agit d'une conduite intérieure à quatre portes et malle arrière (carrosserie tricorps), qui peut transporter cinq passagers. La coque est semblable à celle de la 204 à l'exception de l'arrière où la malle de coffre est plus importante et de forme plus carrée ; en ouvrant le coffre, on voit aisément les pièces de tôlerie qui sont greffées sur la structure de la 204, la forme arrondie de l'arrière de celle-ci est prolongée par une pièce soudée et jointoyée, ce qui permet de rallonger la voiture sans gros investissement, cet allongement bénéficiant directement à la contenance du coffre à bagages qui totalise 326 dm3, soit beaucoup plus que celui de la 204, souvent critiquée sur ce point précis. La coque restera inchangée jusqu'en 1973 où l'arrière du pavillon sera redessiné, permettant une meilleure garde au toit à l'intérieur et donnant une ligne plus « carrée » au véhicule.
La gamme de carrosseries de la Peugeot 304 est calquée sur celle de son aînée : on trouve ainsi une berline, un coupé, un cabriolet, un break et un break utilitaire tôlé. La caisse en tôle d'acier est du type monocoque, les dix ouvrants étant, eux, démontables et fixés par vis et écrous dont le diamètre varie de six à dix millimètres : capot, ailes avant, portières, malle de coffre, ailes arrière. La carrosserie est protégée par des pare-chocs à lames en inox massif — insensibles à la corrosion — revêtus de bourrelets en caoutchouc.

### Mécanique
L'ensemble mécanique avant repose sur un berceau démontable dont le dessin évolue peu au fil de la carrière du véhicule ; il est boulonné à la caisse en dix points : six sur la traverse à l'extrême avant du véhicule, et quatre autres situés sous le plancher avant.
La suspension avant du véhicule est du type pseudo MacPherson. Elle est constituée de triangles inférieurs fixés sur le berceau par l'intermédiaire de silentblocs, lesquels reçoivent, côté roue, un porte-fusée sur lequel est ancré l'ensemble ressort-amortisseur, ce dernier étant fixé sur la caisse par boulons, visibles depuis le compartiment moteur. Au niveau réglages, seuls l'ouverture et le pincement sont ajustables par les biellettes de la crémaillère. Durant les deux dernières années de production, la 304 reçoit le train avant de la nouvelle 305, qui est, cette fois, de type MacPherson, un bras et une barre anti-roulis forment le triangle inférieur sur lequel est fixé le porte-fusée.
La suspension arrière est constituée de bras en tôle d'acier ancrés sur un tube transversal de forte section, lui-même fixé par articulations élastiques sur des paliers vissés sur la coque. Ces bras reçoivent, comme à l'avant, un combiné ressort-amortisseur fixé à la coque ; durant les premières années de production, les bras sont du type « non traversés » : le combiné ressort-amortisseur est fixé sur une chape, elle-même vissée sur le dessus du bras. En 1973, les bras sont modifiés et deviennent du type « traversés » : la chape est, cette fois, fixée sous le bras, au travers duquel passe le combiné ressort-amortisseur, cette nouvelle installation permet un bras plus solide car renforcé, du fait de sa construction caissonnée, une meilleure répartition des efforts sur celui-ci, mais également l'emploi d'un combiné ressort-amortisseur plus long.
Le freinage de la voiture est à commande hydraulique. Il est constitué d'un maître-cylindre avec assistance par mastervac, agissant sur les roues par l'intermédiaire de conduites hydrauliques de 4,75 mm de diamètre. Les freins avant sont à disques, et ceux de l'arrière à tambours. Le circuit de freinage est du type « simple circuit » : un tuyau dessert chaque roue avant, et un troisième part vers l'arrière où il est renvoyé à chaque roue par l'intermédiaire d'un répartiteur fixé sur plancher, en avant du train arrière.
Le moteur est du type quatre cylindres en ligne transversal à arbre à cames en tête (inédit pour ce niveau de modèle) et la boîte de vitesses est située sous le bloc moteur ; l'ensemble possède un carter commun et est lubrifié par la même huile. Le circuit de refroidissement ne possède pas de vase d'expansion, le radiateur est placé à l'avant juste derrière la calandre ; le ventilateur est à enclenchement électrique, l'accouplement étant assurée par un électro-aimant. La commande de changement de vitesses est au volant ou au plancher selon les modèles. La direction est à crémaillère et l'embrayage est du type monodisque à sec, la commande de ce dernier n'étant pas assurée par câble mais par un cylindre spécifique utilisant le même liquide que le circuit de freinage.

### Motorisations
Moteurs essence :
- XL3  1 288 cm3, puissance 65 ch. Monté sur les premiers modèles.
- XL3S 1 288 cm3, puissance 74,5 ch. Monté sur les versions S.
- XL5  1 290 cm3, puissance 65 ch, bridé à 59,5 ch sur fourgonnette depuis les modèles 1979.
- XL5S 1 290 cm3, puissance 74,5 ch. Monté sur la version SLS.
- XK5  1 127 cm3, puissance 59 ch. Monté sur le break GL et la fourgonnette jusqu'aux modèles 1978.

Moteurs Diesel :
- XL4D 1 357 cm3, puissance 45 ch.
- XID 1 548 cm3, puissance 47 ch.

## Historique
- La voiture est présentée en octobre 1969. Équipée du moteur XL3 1 288 cm3 de 65 ch DIN, elle atteint 150 km/h.

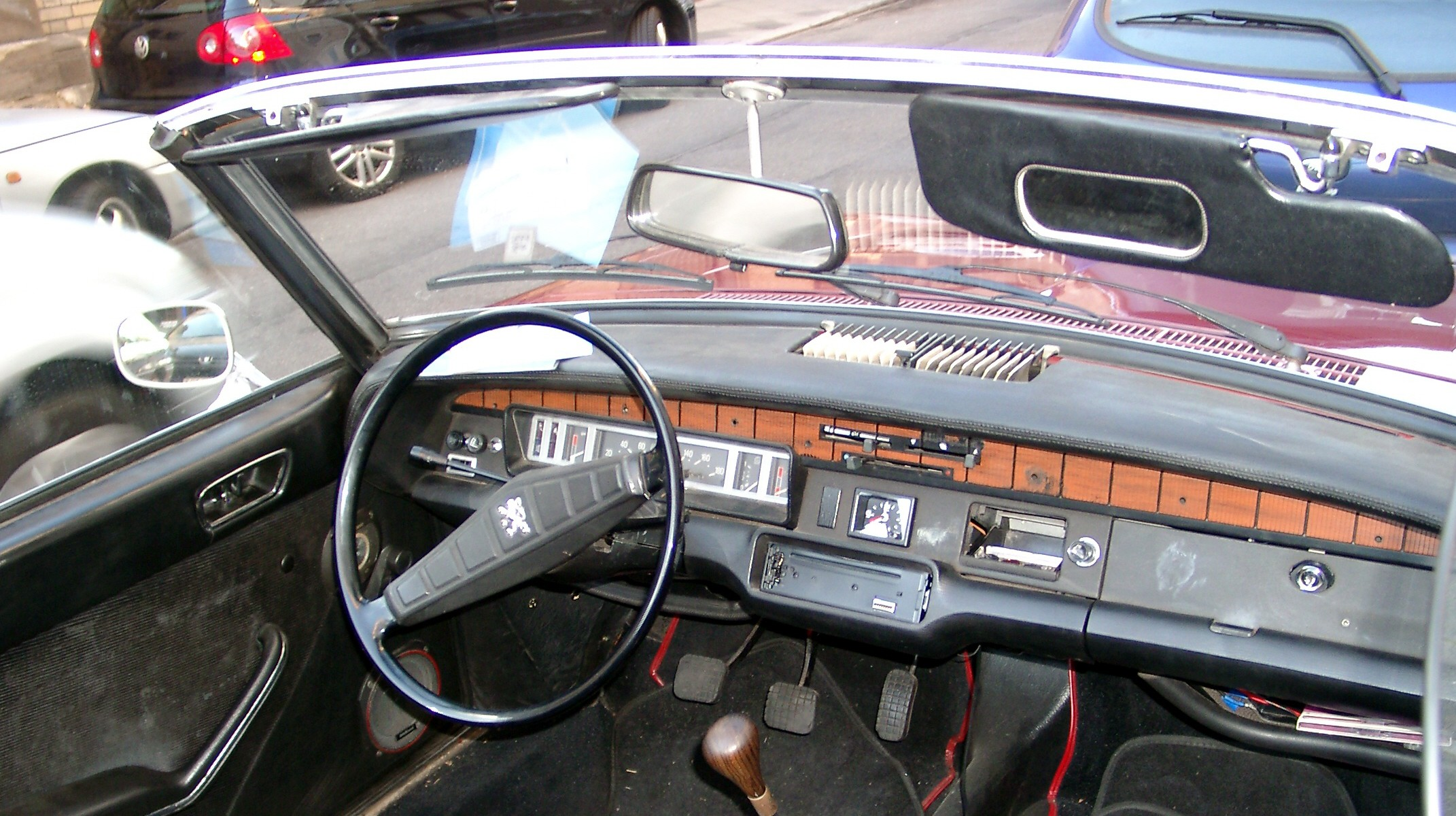
Tableau de bord d'un cabriolet Peugeot 304.

- En mars 1970, les coupé et cabriolet 304 font leur apparition. Le cabriolet, qui garde une ligne tricorps, possède une capote en toile ou un hardtop (en option), tandis que le coupé présente une carrosserie de type hatchback avec hayon permettant un chargement plus pratique. Ces modèles reçoivent un levier de vitesse au plancher et sont légèrement plus rapides que la berline, avec des vitesses de pointe de 150 et 152 km/h (selon le constructeur).
- Le break est lancé en 1971, identique au break 204, il reprend la face avant 304 et se dote d'un intérieur mieux fini, en particulier d'un habillage en faux bois dans le coffre et sur la face arrière de la banquette.
- En avril 1972, les versions S apparaissent pour les coupé et cabriolet. Elles reçoivent le moteur XL3S 1 288 cm3 à carburateur double corps et délivrant 74,5 ch ; la vitesse maximale est cette fois de 160 km/h selon le constructeur. Face à l'augmentation des performances, les suspensions sont revues. L'équipement progresse avec, entre autres, un compte-tours - pièce rapportée en haut à gauche du tableau de bord, des appuis-tête, des jantes « 20 trous » et une calandre noir mat à lion doré.
- Pour les modèles 1973, le tableau de bord reçoit trois cadrans ronds sur le modèle standard, une horloge prenant la place du compte-tours des versions S (celles-ci recevant une montre rectangulaire au centre de la planche de bord). Le toit de la berline est rehaussé et l'arrière du pavillon est de forme plus carrée, le haut des portières arrière est de ce fait redessiné, distinguant cette fois plus nettement la voiture de la 204. On trouve également des extracteurs d'air en plastique noir sur les panneaux de custode et des feux arrière rectangulaires sur les berlines. La berline 304 S est lancée et possède la même mécanique et les mêmes équipements que les coupé et cabriolet S. Ces derniers se voient ajouter des feux de recul oranges pour devenir blancs en juillet 1974.
- En juillet 1975, les coupé et cabriolet disparaissent de la gamme, la berline reçoit un accoudoir arrière central, la calandre noir mat est généralisée avec le logo du lion doré.
- Pour les modèles 1977, à la suite de la disparition de la 204, on note l'arrivée de nouvelles versions simplifiées de la 304, le break GL 1 127 cm3 59 ch DIN, un moteur Diesel 1 357 cm3 45 ch DIN (puis 1 548 cm3 47 ch DIN avec capot à bossage pour le millésime 1980) et une fourgonnette, cette dernière étant proposée, comme les berlines et breaks de base, en version essence ou Diesel. Les moteurs essence évoluent avec les nouveaux XL5 et XL5S, ils ont une cylindrée de 1 290 cm3 et développent 65 et 74,5 ch DIN. Apparition de monogrammes GL, GLD, SL, SLS à l'arrière. Les blocs clignotant-veilleuse deviennent entièrement blancs.
- Les modèles 1978-80 reçoivent un nouveau train avant élargi type MacPherson, de nouvelles roues (suppression des enjoliveurs chromés, remplacés par un cache plastique noir sur le moyeu et sur chaque écrou de roue) et un nouveau Lion de calandre chromé et ajouré.
- La voiture disparaît de la gamme à l'été 1979 pour les berlines et au printemps 1980 pour les breaks et fourgonnettes, elle est remplacée par la 305. Disparition du monogramme 304 de capot et ceux de l'arrière deviennent argentés sur fond noir.

## La Peugeot 304 de nos jours
La Peugeot 304 sous toutes ses formes a, depuis de nombreuses années, disparu du marché de l'occasion, les derniers exemplaires ayant été fabriqués en 1980. La rouille et les divers dispositifs d'aide à l'acquisition des véhicules propres depuis les années 1990 sont autant de raisons à sa disparition prématurée. 
Elle souffre également d'être considérée comme une simple évolution de la Peugeot 204 qui, elle, a ouvert la voie du modernisme à Peugeot en 1965, avec des choix techniques jusqu'alors inédits chez le constructeur, faisant preuve d'une grande audace à l'époque : suspension, moteur transversal en alliage léger, etc. La 304, arrivée cinq ans après son aînée, a mis plus de temps à intéresser les collectionneurs, payant le fait de ne pas être un modèle créé à partir d'une feuille blanche.

## Entretien et restauration
La Peugeot 304 fut construite à une période où les traitements anticorrosion n'étaient pas aussi efficaces qu'aujourd'hui, il est de ce fait assez difficile de trouver un exemplaire avec une carrosserie en bon état.
Dans le cas où la voiture est en bon état d'origine, un traitement des corps creux de façon préventive, voire curative, est particulièrement indiqué : cire pour corps creux lorsqu'ils sont sains, ou Rustol quand la corrosion est déjà présente : longerons, traverses, intérieurs d'aile, puits d'amortisseur, passages de roues...
Les points les plus délicats au niveau de la carrosserie de la 304 sont nombreux, essentiellement au niveau des planchers, l'humidité stagnant sous les insonorisants et ceux-ci se gorgeant d'eau, ce qui accélère le phénomène. Les supports d'amortisseurs avant et arrière, souvent négligés lors du lavage du véhicule, peuvent à la longue être attaqués par la corrosion et se dégrader rapidement, rendant le véhicule potentiellement dangereux. Le plancher de coffre, de même que la jointure des doublures d'ailes arrière (où l'on reconnaît la forme initiale de l'arrière de la 204) sont également sensibles à la corrosion, l'humidité se nichant dans les interstices entre les différentes tôles qui composent la caisse.
L'animatrice-présentatrice de télévision Julie Andrieu utilise alternativement deux cabriolets 304 rouges, parfaitement rénovés, pour ses déplacements dans son émission Les Carnets de Julie, diffusée sur France 3.

Différents modèles de Peugeot 304
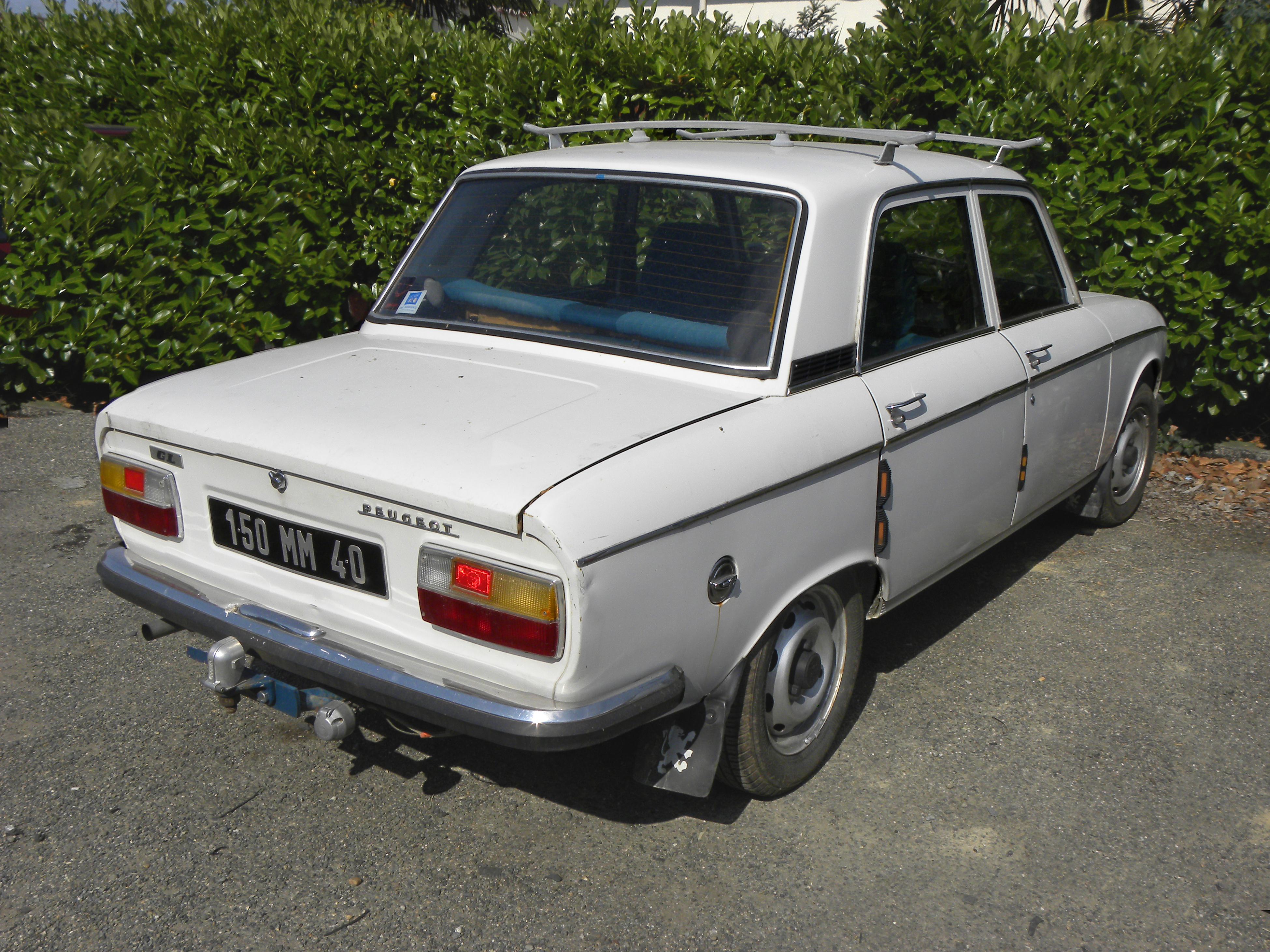
304 GL (1978).
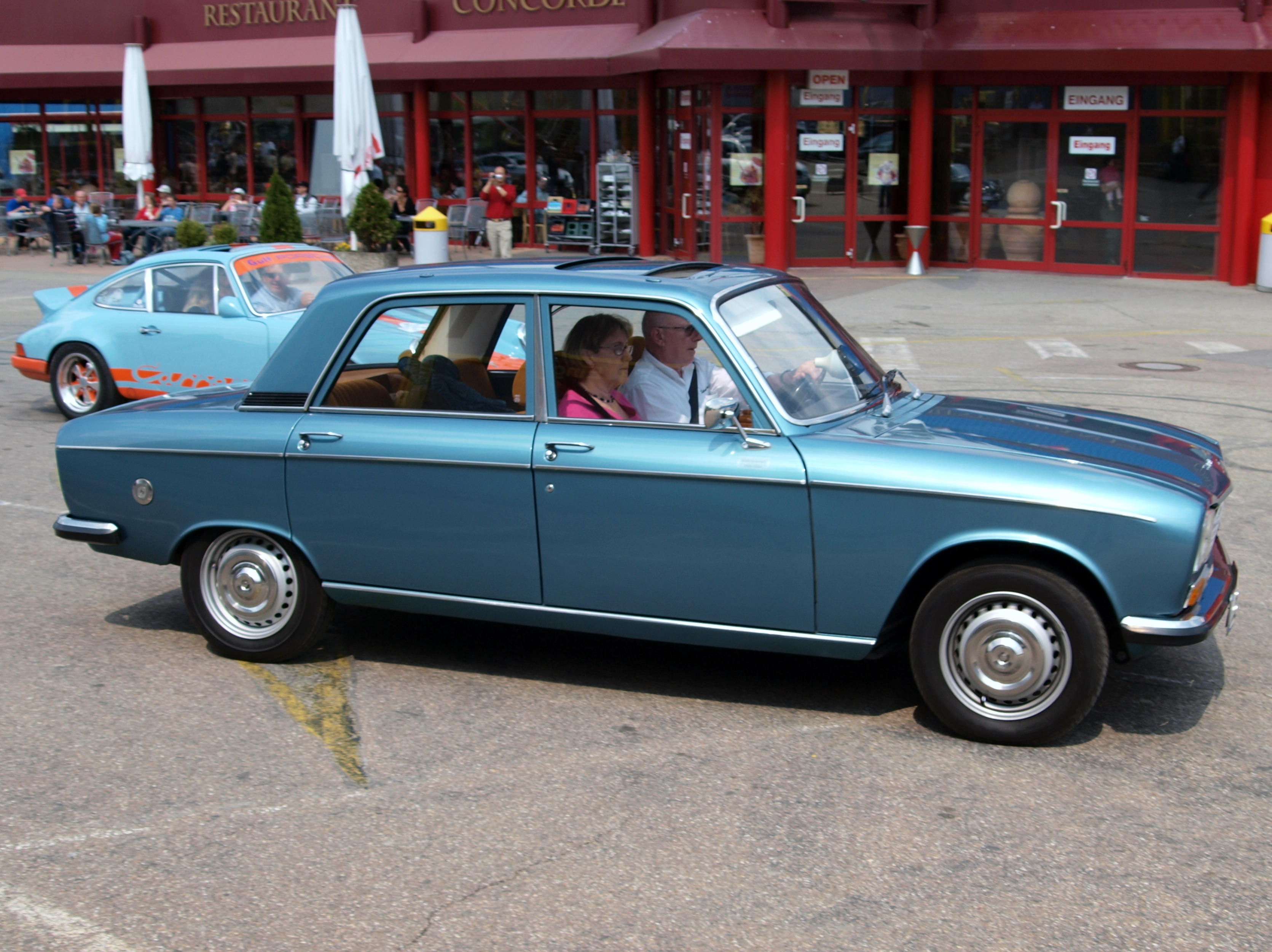
304 SLS (1976).
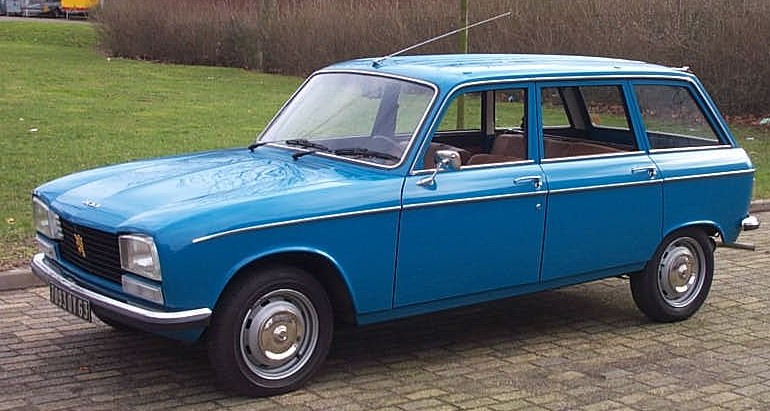
304 GL break.
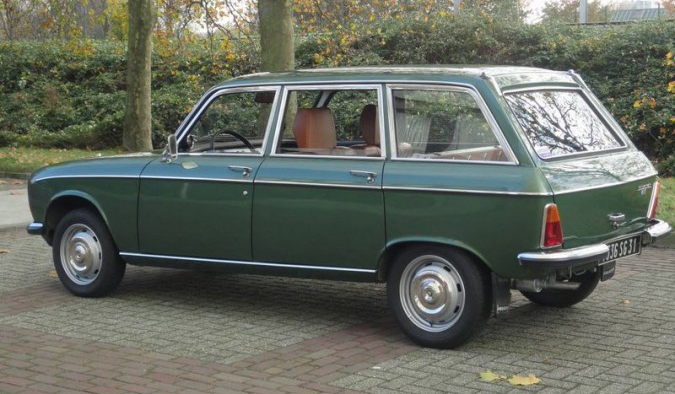
304 SL break.
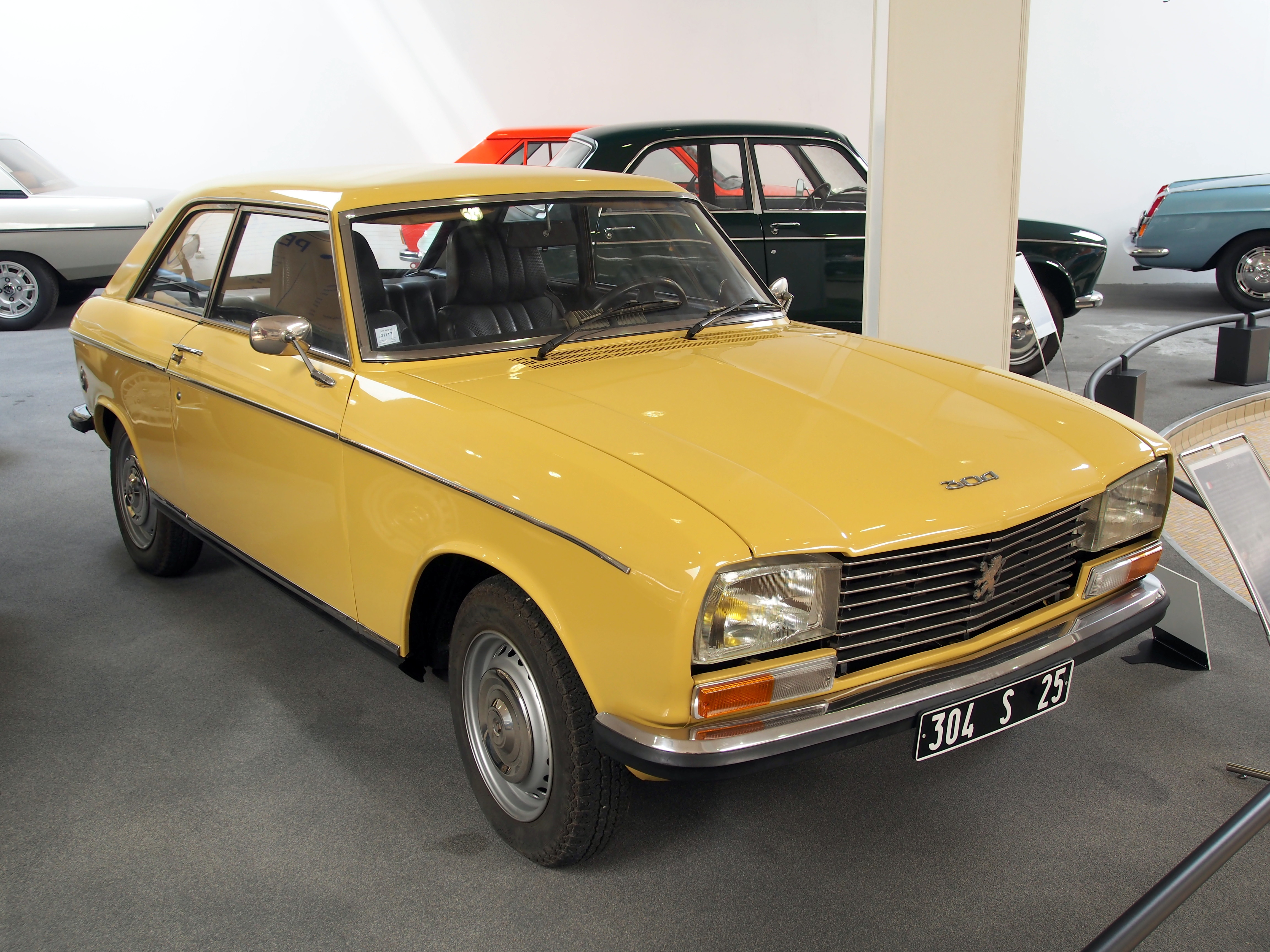
304 S coupé au Musée de l'Aventure Peugeot.
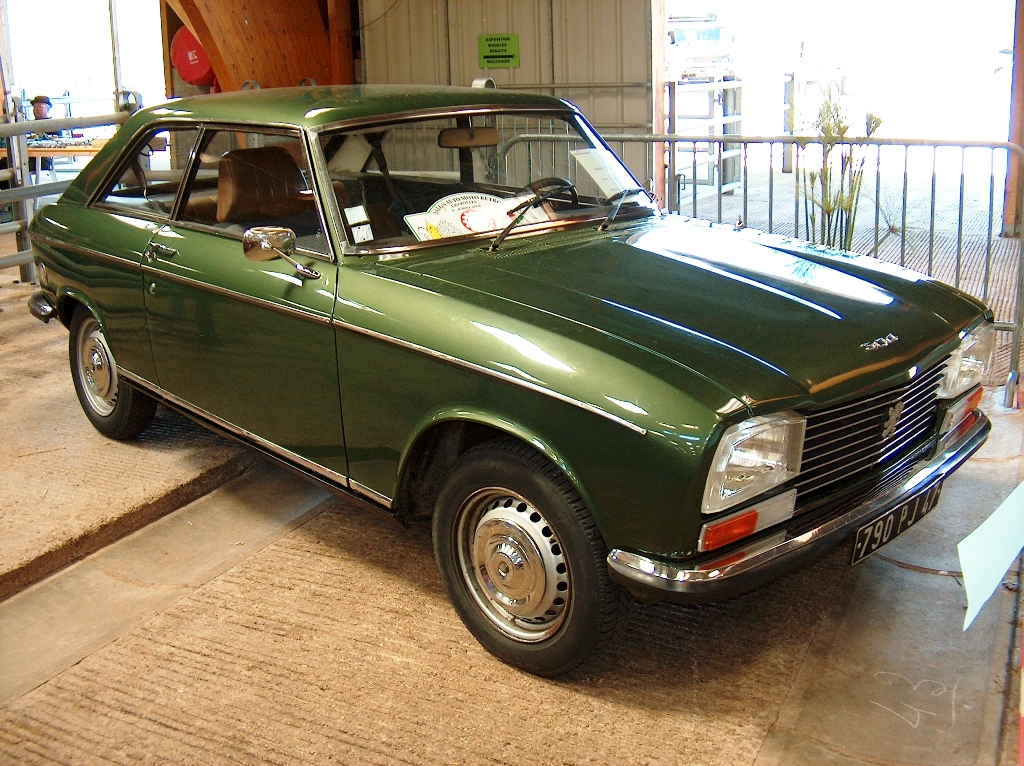
304 S coupé.
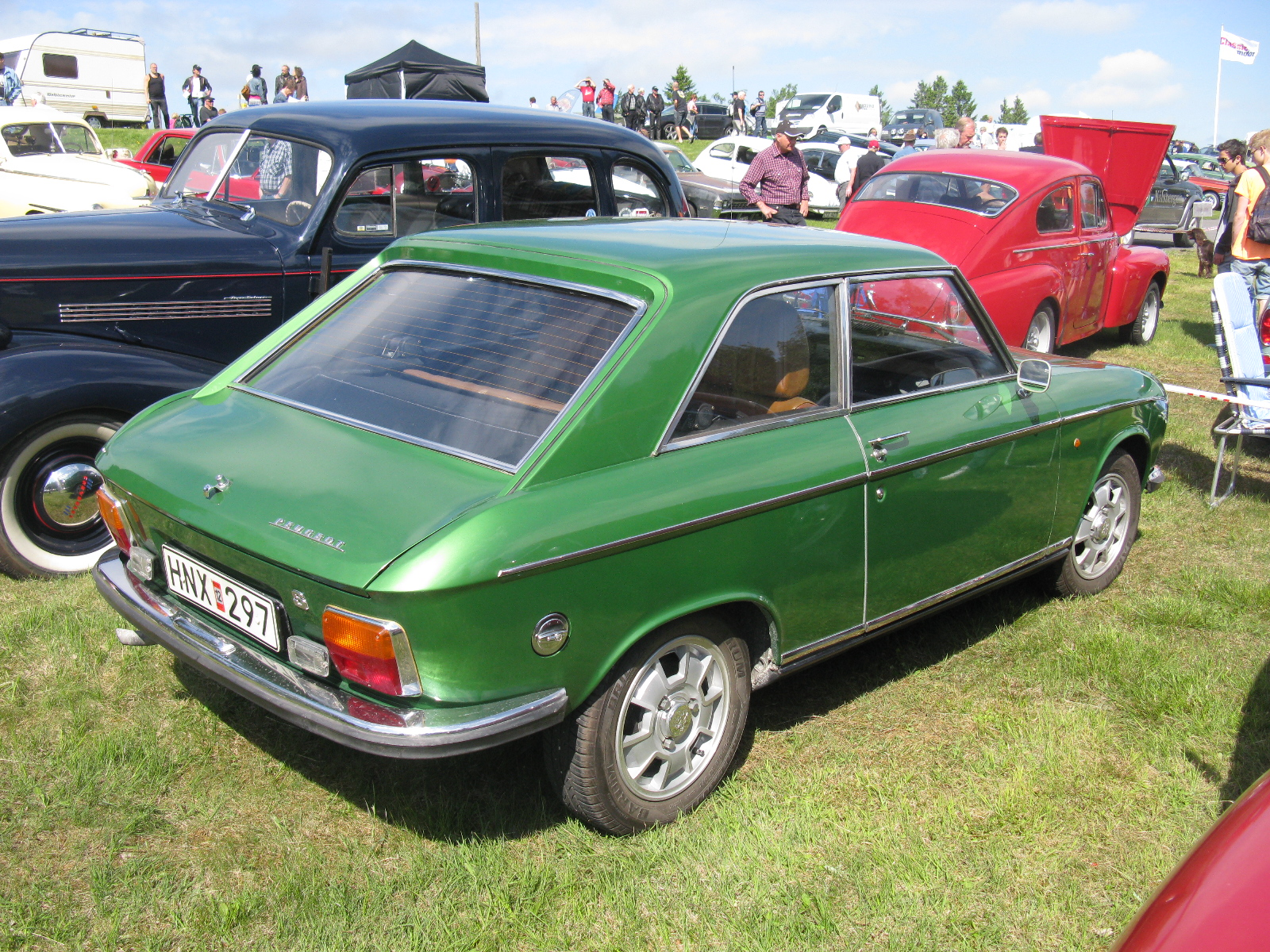
304 S coupé.
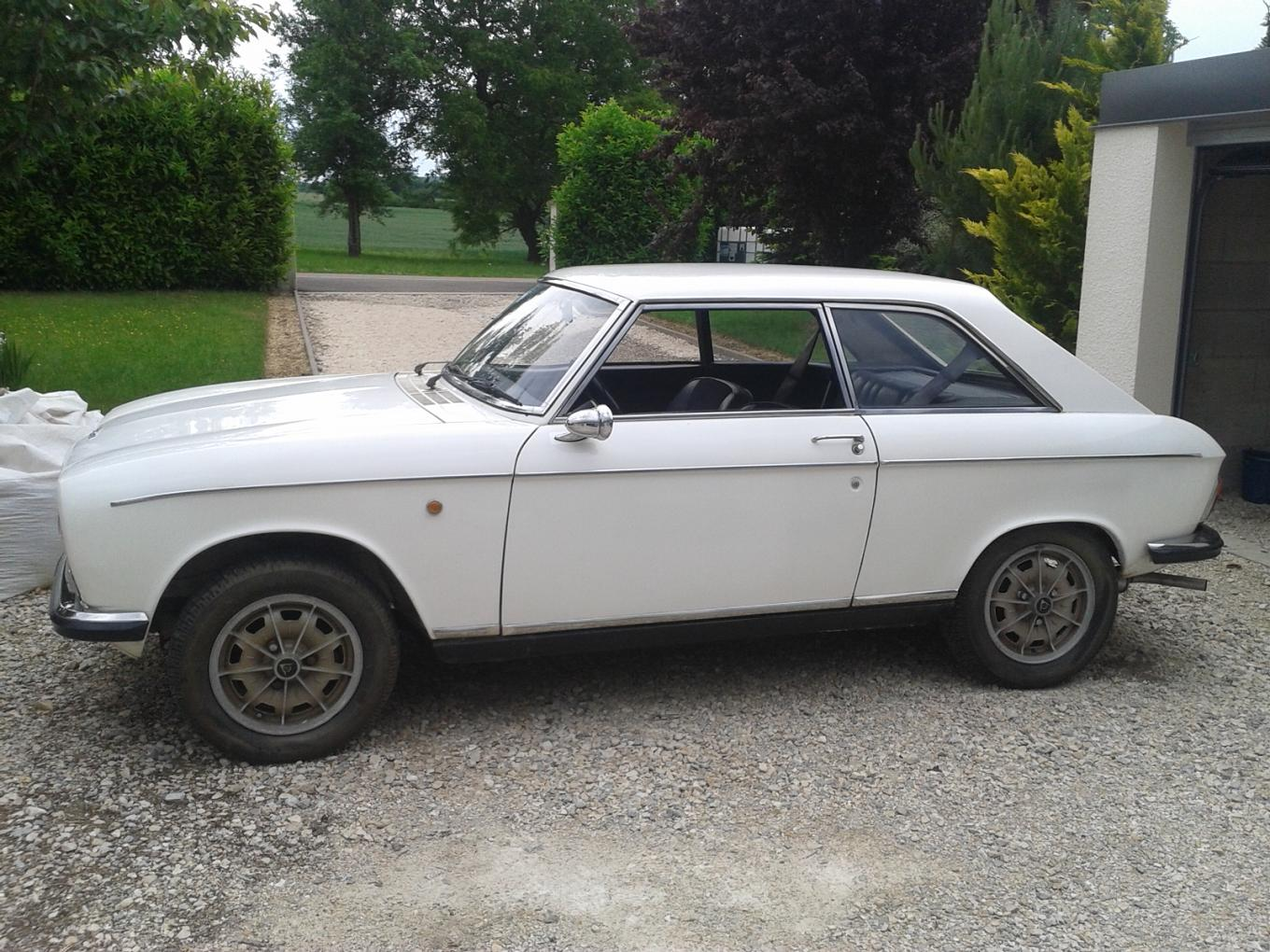
304 S coupé avec des jantes Dunlop.
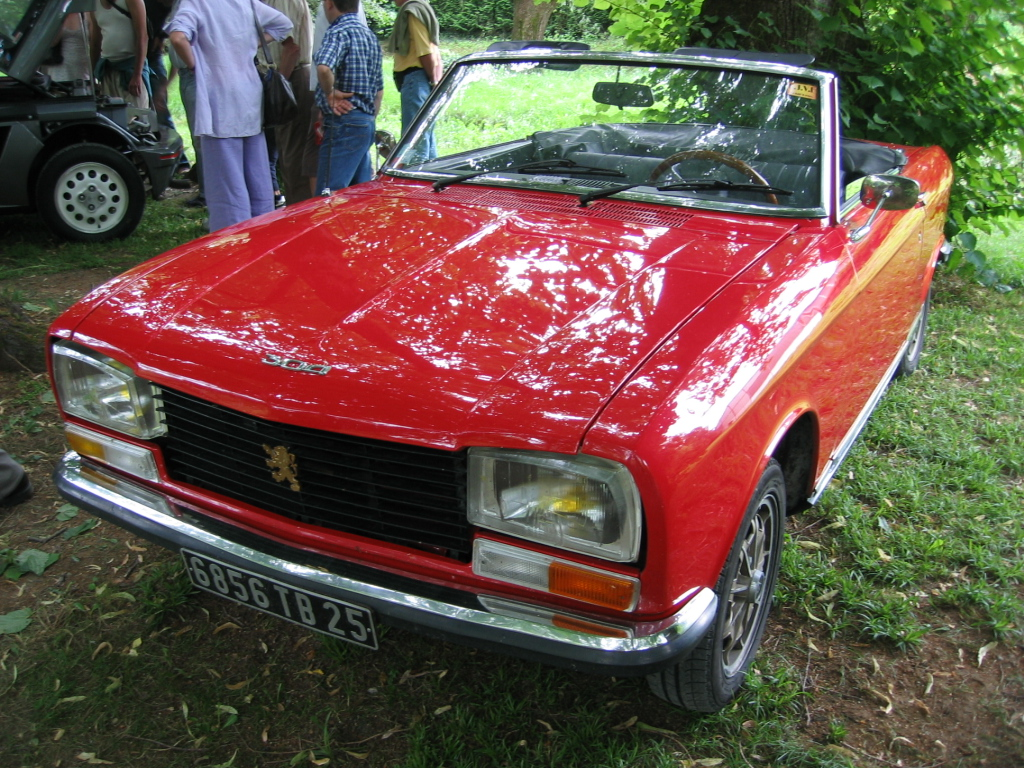
304 S cabriolet.
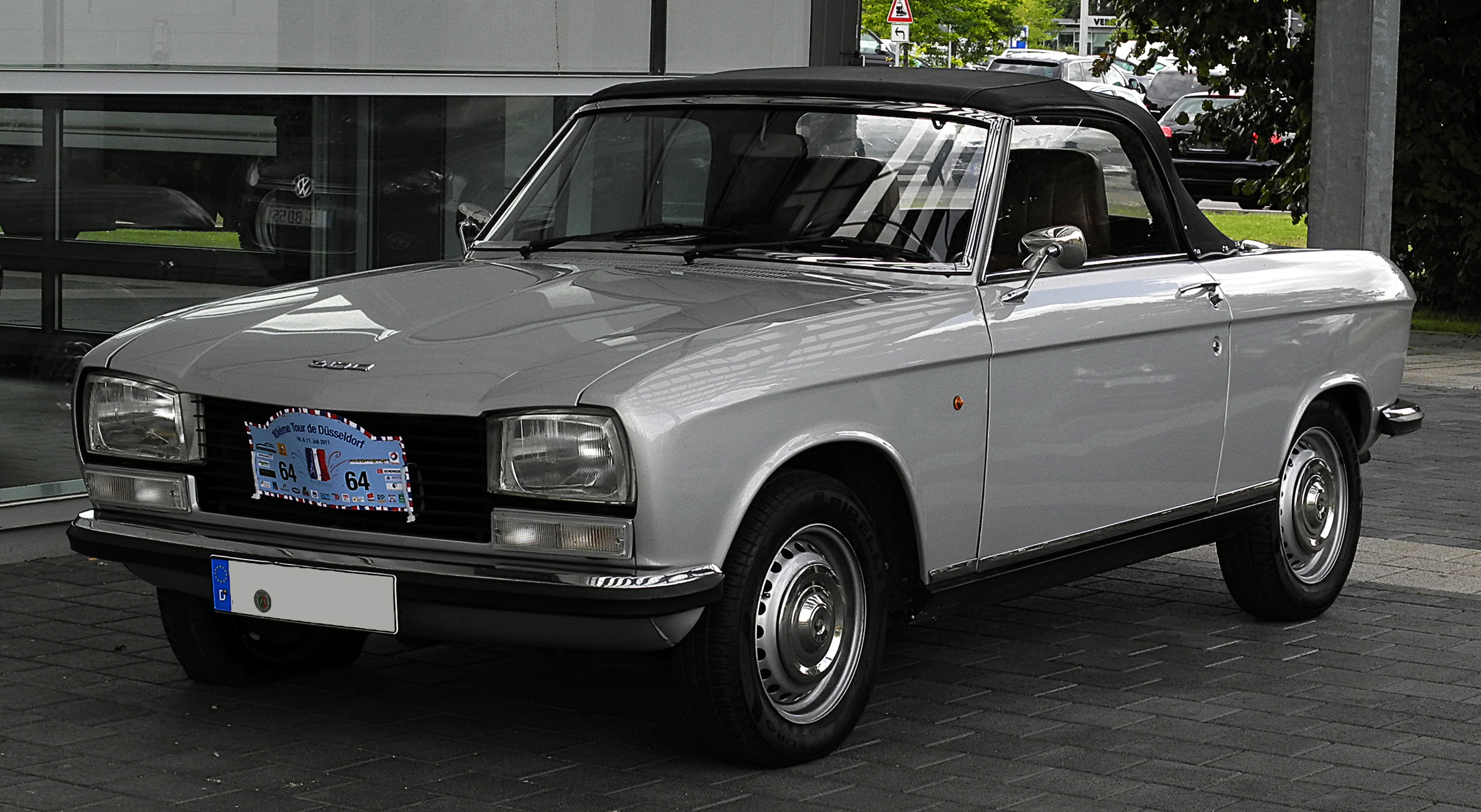
304 cabriolet à Düsseldorf.
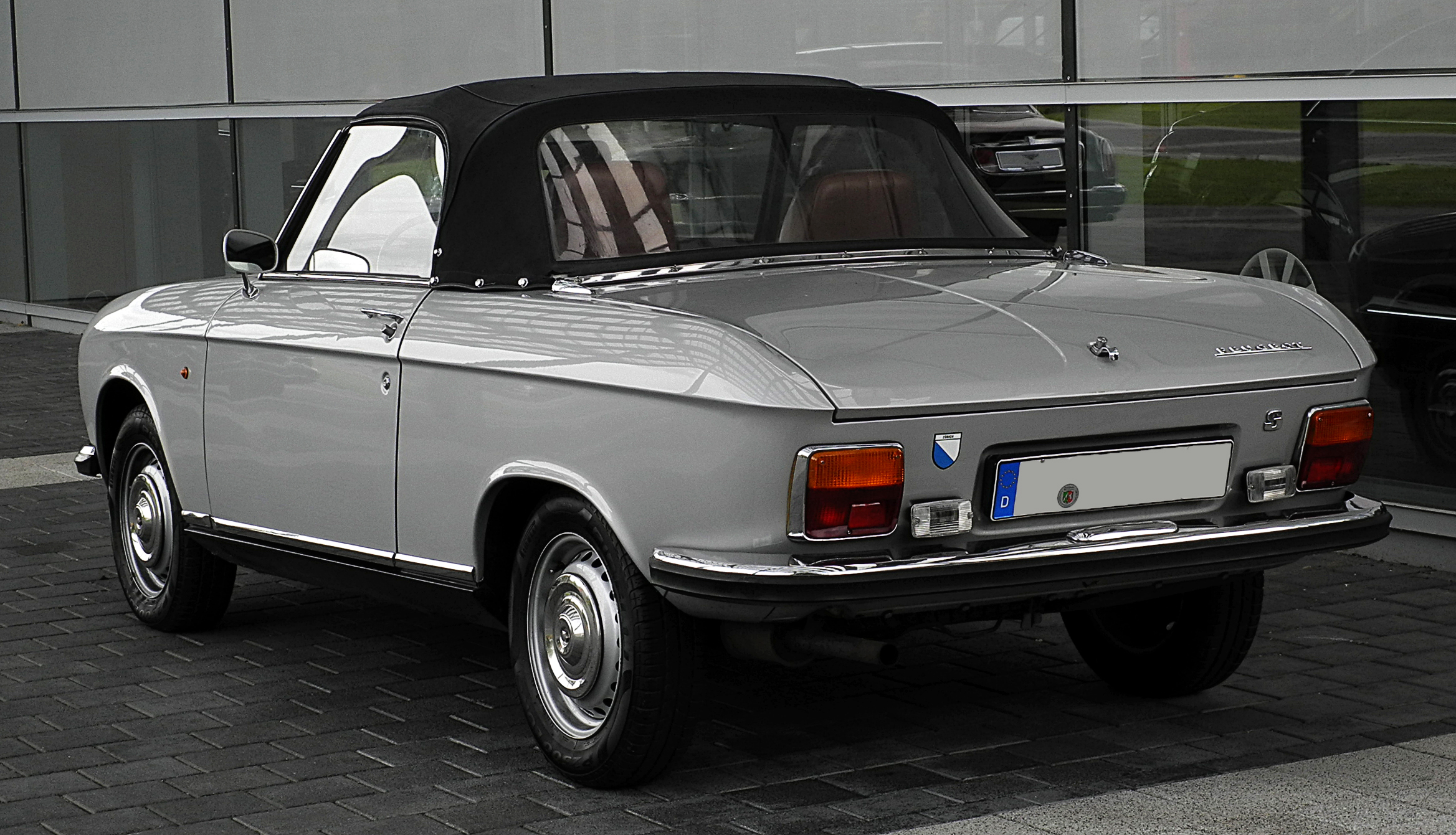
304 cabriolet à Düsseldorf.
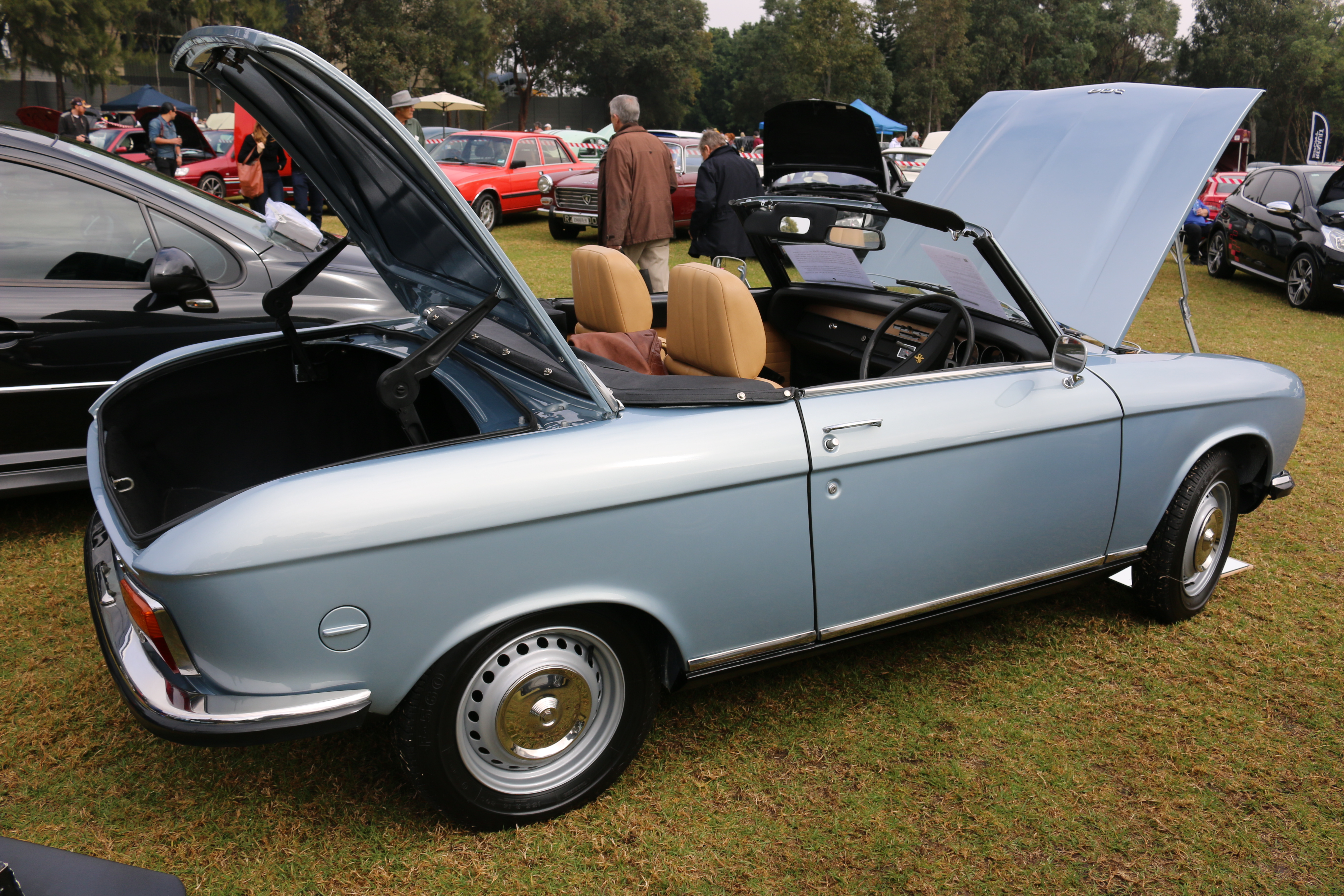
Une 304 cabriolet rutilante à un rassemblement Peugeot en Australie.
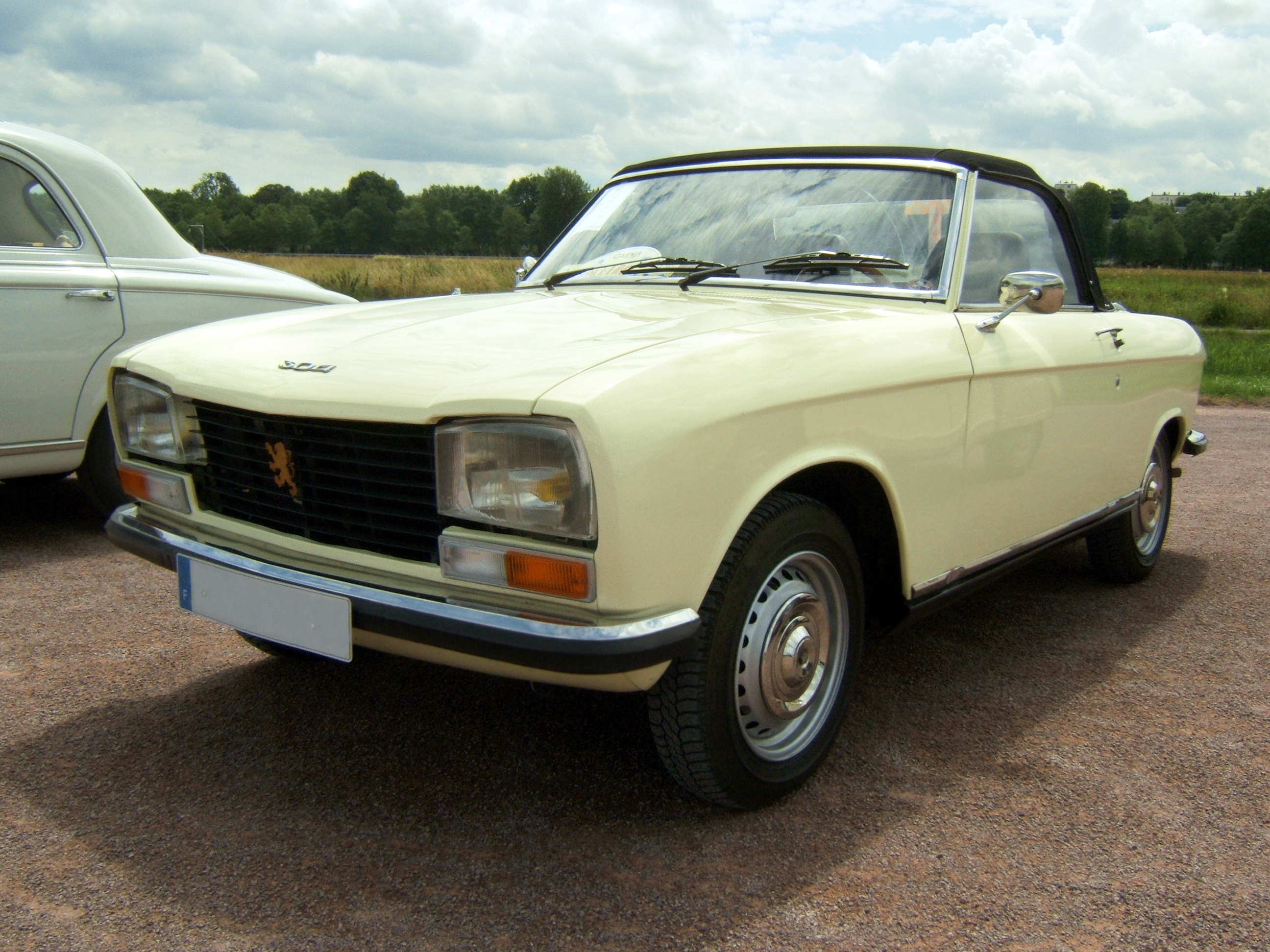
304 cabriolet à Caen.
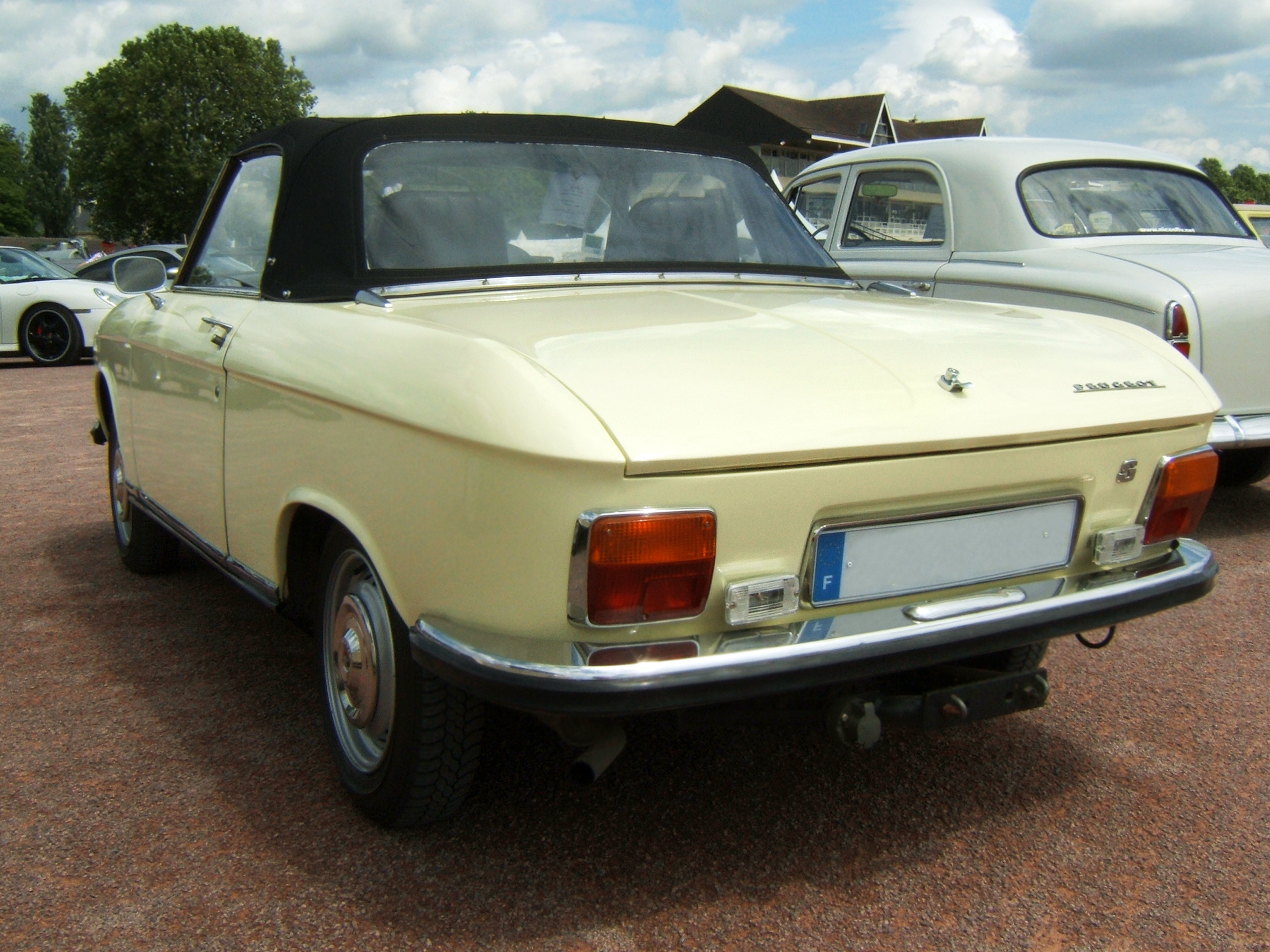
304 cabriolet lors du Caen Rétro Festival 2010.